# Safran
Safran SA — французская компания, производитель комплектующих для авиации. Образовалась в 2005 году в результате слияния производителя авиационных и ракетных двигателей и аэрокосмических компонентов Snecma и производителя электроники SAGEM. В 2018 году Safran взяла под контроль авиакосмическую компанию Zodiac Aerospace. Штаб-квартира находится в Париже.
Совместное предприятие Safran и GE Aviation CFM International по состоянию на 2020 год было крупнейшим производителем авиадвигателей для гражданской авиации с долей на мировом рынке 39 %. В списке крупнейших публичных компаний мира Forbes Global 2000 за 2022 год Safran заняла 697-е место. По объёму продаж продукции военного назначения (на которую приходится 28 % выручки) компания в 2021 году занимала 26-е место в мире.

## История
Старейшим предшественником компании является основанная в 1905 году Société des Moteurs Gnôme, в 1915 году она объединилась с Société des Moteurs Le Rhône, образовав компанию Gnôme & Rhône. В 1921 году компания приобрела лицензию на выпуск во Франции двигателя Bristol Jupiter. В 1928 году начался выпуск авиадвигателей собственной разработки, наиболее успешным был 14K, его производство лицензировалось в другие страны, включая СССР. После оккупации Франции во время Второй мировой войны Gnôme & Rhône стала дочерней компанией BMW. После окончания войны в мае 1945 года предприятия компании были национализированы и на их основе создана Société nationale d'étude et de construction de moteurs d’aviation (SNECMA, «Государственная компания по разработке и производству авиационных двигателей»). Первой значимой разработкой компании стал реактивный двигатель Snecma Atar, испытания которого начались в 1948 году. Он применялся в ряде французских истребителей, а также экспортировался.
В 1968 году была поглощена испано-швейцарская компания Hispano-Suiza, которая включала в себя автомобилестроительную компанию Bugatti, производителя авиационных шасси Messier и производителя двигателей Berthiez; все эти компании были на грани банкротства. В 1971 году началось сотрудничество с General Electric, вылившееся в 1974 году в совместное предприятие CFM International. В 1984 году был поглощён производитель ракет-носителей Société Européenne de Propulsion. В 1994 году производство шасси было расширено покупкой британской компании Dowty. В 2000 году была куплена компания Turbomeca, производитель двигателей для вертолётов и военных самолётов. К 2000 году оборот SNECMA достиг 5,65 млрд евро, более половины приносил экспорт авиационных двигателей. В 2002 году была поглощена компания Hurel-Dubois, производитель мотогондол.
В 2005 году произошло слияние Snecma с производителем электроники Sagem, объединённая компания получила название SAFRAN (в переводе — шафран). Компания SAGEM была основана в 1924 году, после Второй мировой войны стала крупным производителем электроники военного назначения, а также телекоммуникационного оборудования, в частности телексов, а с 1980-х годов — факсов. В 1990-х годах компания освоила производство электроники для автомобилей, мобильных телефонов (занимала половину рынка во Франции), телевизионных декодеров. В 1999 году был куплен производитель военной электроники SFIM. В 2008 году SAFRAN отделила производство мобильных телефонов в самостоятельную компанию (с 2011 года она называется MobiWire).
В 2008 году партнёрство с GE было продлено до 2040 года. В 2016 году было создано совместное предприятие ArianeGroup по производству ракет, партнёром выступила Airbus Group. В 2017 году была куплена французская компания Zodiac Aerospace; этот производитель комплектующих для авиации был основан в 1896 году, стоимость сделки составила около 10 млрд евро.

## Собственники и руководство
Правительству Франции принадлежит 11,2 % акций, сотрудникам — 7 %, остальные котируются на фондовой бирже Euronext Paris; крупнейшими институциональными инвесторами являются Capital Group Companies (8,9 %) и The Children's Investment Fund Management (3,4 %).
- Росс Макиннес (Ross McInnes, род. 8 марте 1954 года) — председатель совета директоров с 2015 года, в компании с 2009 года.
- Оливье Андрье (Olivier Andriès) — главный исполнительный директор с начала 2021 года, в компании с 2008 года.

## Деятельность
Подразделения по состоянию на 2021 год:
- Авиационные двигатели — производство двигателей для пассажирских, военных и транспортных самолётов, а также бизнес-джетов и вертолётов; в подразделение входят совместные предприятия с GE (CFM International, двигатели) и Airbus Group (ArianeGroup[англ.], ракеты-носители Ариан-5, военные ракеты); выручка 7,4 млрд евро.
- Оборудование и оборонная продукция — производство авионики, оборудования для кабины пилота, шасси и тормозных систем, других комплектующих, а также тактических беспилотников; выручка 6,3 млрд евро.
- Внутренняя отделка салонов самолётов — кресла, системы развлечений, туалеты и другие комплектующие; выручка 1,5 млрд евро.

Из выручки за 2021 год 15,1 млрд евро на Францию пришлось 22 %, на остальную Европу — 21 %, на Америку — 33 %, на Азию и Океанию — 18 %, на Африку и Ближний Восток — 6 %.